# Baseball Confederation Cup
Der Baseball Confederation Cup (Bis 2021 CEB Cup) ist ein jährlich stattfindendes Baseball-Turnier, das von der WBSC Europe (bis 2018 von der Confederation of European Baseball) organisiert wird. Der Sieger  steigt in den European Baseball Champions Cup, den höchstrangigen deutschen Klubpokal im Baseballsport, auf.
Die Eröffnungssaison des Turniers fand vom 1. bis 5. Juni 2016 in den französischen Städten Rouen und Chartres statt und wurde von den Rouen Huskies gewonnen.

## Teilnehmer 2018
Folgende acht europäischen Baseballteams haben im Jahr 2018 am CEB Cup teilgenommen:
| Land, Stadt        | Team                 | Endplatzierung |
| ------------------ | -------------------- | -------------- |
| Belgien, Antwerpen | Borgerhout Squirrels | 1. Platz       |
| Deutschland, Bonn  | Bonn Capitals        | 2. Platz       |
| Ukraine, Kiew      | Biotechkomanda KNTU  | 3. Platz       |
| Schweiz, Therwil   | Therwil Flyers       | 4. Platz       |

| Land                | Team                 | Endplatzierung |
| ------------------- | -------------------- | -------------- |
| Tschechien, Ostrava | Ostrava Arrows       | 1. Platz       |
| Frankreich, Sénart  | Templiers Senart     | 2. Platz       |
| Kroatien, Karlovac  | Olimpija 83 Karlovac | 3. Platz       |
| Belarus, Minsk      | Minsk                | 4. Platz       |

Blau hinterlegt = Finale erreicht

## Ergebnisse
| Jahr | Gastgeber      | Medaillengewinner     | Medaillengewinner         | Medaillengewinner   |
| Jahr | Gastgeber      | Gewinner              | Zweiter Platz             | Dritter Platz       |
| ---- | -------------- | --------------------- | ------------------------- | ------------------- |
| 2016 | Rouen/Chartres | Rouen Huskies         | Barracudas de Montpellier | Olimpija Karlovac   |
| 2017 | Prag/Brünn     | Draci Brno            | Eagles Praha              | Templiers de Sénart |
| 2018 | Ostrava        | Borgerhout Squirrels  | Bonn Capitals             | Arrows Ostrava      |
| 2019 | Brünn          | Heidenheim Heideköpfe | Draci Brno                | Montigny Cougars    |

### Meistertafel
| Team                  | Anzahl Meisterschaften | Jahr |
| --------------------- | ---------------------- | ---- |
| Rouen Huskies         | 1                      | 2016 |
| Draci Brno            | 1                      | 2017 |
| Borgerhout Squirrels  | 1                      | 2018 |
| Heidenheim Heideköpfe | 1                      | 2019 |